# Genesis Suite

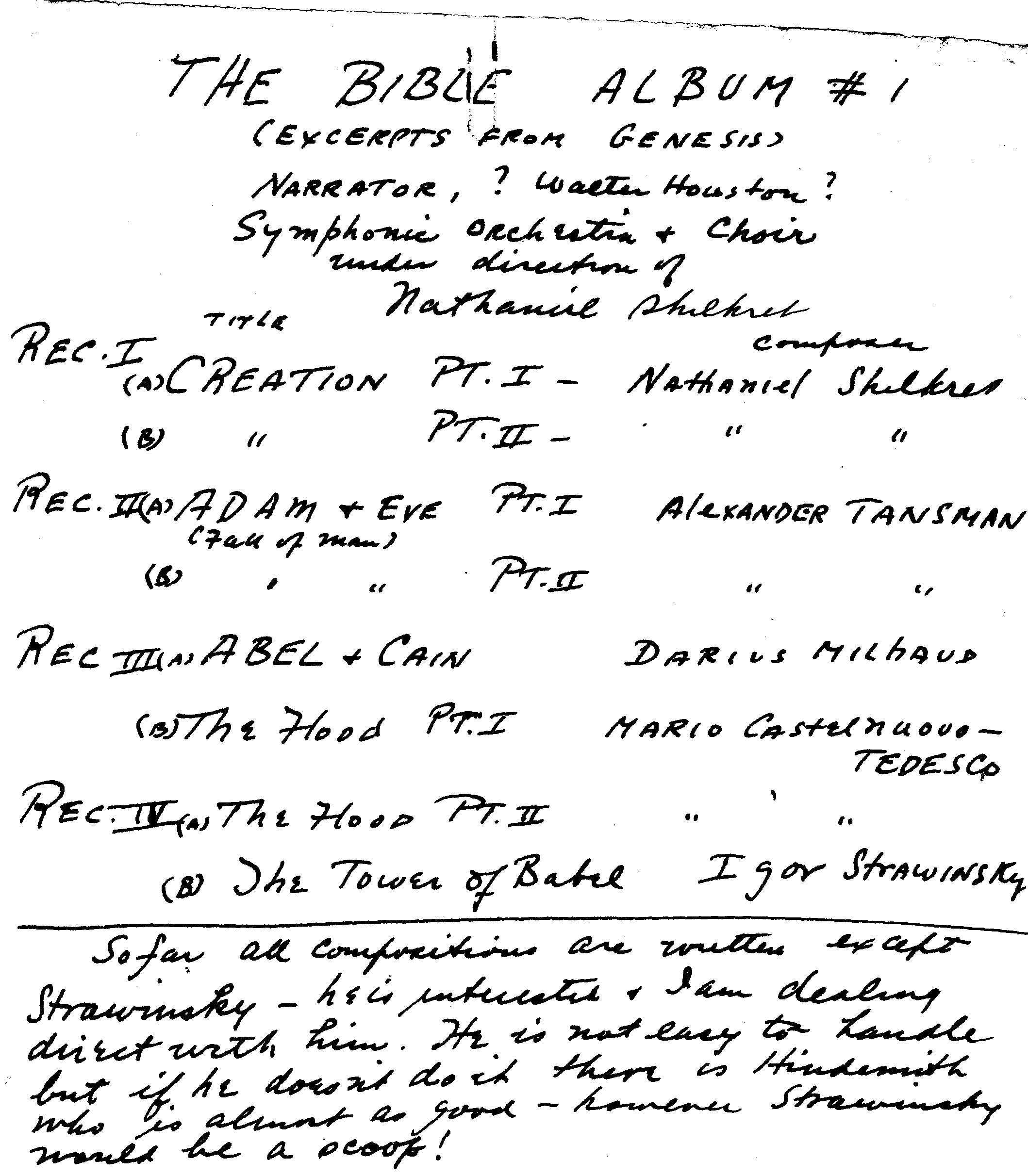
Skizzierung seines Bible Albums in einem Schreiben Nathaniel Shilkrets an seinen Sohn Arthur Shilkret vom 9. Februar 1944

Die Genesis Suite (1945) ist eine Gemeinschaftskomposition in sieben Sätzen zu Rezitationen aus den Urgeschichten der Bibel (1. Mose 1–11). Sie entstand auf Initiative des US-amerikanischen Musikers und Komponisten Nathaniel Shilkret unter Mitarbeit von Arnold Schönberg, Alexandre Tansman, Darius Milhaud, Mario Castelnuovo-Tedesco, Ernst Toch und Igor Strawinsky.

## Überblick
| Arnold Schönberg (1874–1951)          | Prelude op. 44 für Chor und Orchester                      |                           |
| Nathaniel Shilkret (1889–1982)        | Creation für Sprecher, Chor und Orchester                  | 1. Mose 1,1 – 2,3 i. A.   |
| Alexandre Tansman (1897–1986)         | Adam and Eve für Sprecher und Orchester                    | 1. Mose 2,4b – 3,19 i. A. |
| Darius Milhaud (1892–1974)            | Cain and Abel op. 241 für Sprecher und Orchester           | 1. Mose 4, 1–16a          |
| Mario Castelnuovo-Tedesco (1895–1968) | The Flood (Noah’s Ark) für Sprecher, Chor und Orchester    | 1. Mose 6,5 – 8,13 i. A.  |
| Ernst Toch (1887–1964)                | The Covenant (The Rainbow) für Sprecher und Orchester      | 1. Mose 8,15 – 9,17 i. A. |
| Igor Strawinsky (1882–1971)           | Babel für Sprecher, zweistimmigen Männerchor und Orchester | 1. Mose 11, 1–9           |

## Entstehung
Nathaniel Shilkrets Ziel war die Komposition und Aufnahme eines Bible Album, weil er sich von der Kombination aus Bibelrezitation und eingängiger Musik hohe Verkaufszahlen erhoffte. Die Besetzung der Binnensätze stand bereits im Februar 1944 fest, mit Strawinsky stand Shilkret zu diesem Zeitpunkt in Verhandlung, und für den Eingangssatz nahm er Kontakt mit Béla Bartók auf. Für Bartók sprang im September 1945 Schönberg ein, so dass die Suite im November 1945 zu Uraufführung kommen konnte.
Für die Komposition weiterer Sätze hatte Shilkret auch Komponisten wie Paul Hindemith, Manuel de Falla und Richard Strauss im Blick, doch die Genesis Suite fand keine Fortsetzung.

## Aufführungen und Aufnahmen
Die erste Aufführung der Genesis Suite fand am 18. November 1945 im Wilshire Ebell Theatre Los Angeles durch das Janssen Symphony Orchestra unter der Leitung von Werner Janssen statt. Sie wurde in der gleichen Besetzung aufgenommen und erschien 1946 mit Rezitationen von Edward Arnold bei Artist Records. Janssen dirigierte 1947 weitere Aufführungen in Salt Lake City und Portland/Oreg., im gleichen Jahr wurde die Aufnahme vom Radiosender KFAC Los Angeles ausgestrahlt.
1951 wurden die Restexemplare der Erstaufnahme eingestampft und ein Remix mit Rezitationen von Ted Osborne erschien bei Capital Records. Remastered erschien diese Edition 2001 bei Angel Records / EMI.
Das Aufführungsmaterial der Genesis Suite galt (mit Ausnahme der separat publizierten Beiträge von Schönberg und Strawinsky) seit einem Brand in Shilkrets Haus 1973 als verloren. Eine Rekonstruktion der 1998 aufgefundenen Partiturauszüge besorgte Patrick Russ im Auftrag des Milken Archive of Jewish Music, und so konnte Gerard Schwarz 2000 die rekonstruierte Fassung mit dem Ernst Senff Chor und dem Rundfunk-Sinfonieorchester Berlin aufnehmen. Sie erschien mit Rezitationen von Barbara Feldon, Tovah Feldshuh, David Margulies, Isaiah Sheffer und Fritz Weaver 2004 im Milken Archive / Naxos. Schwarz sorgte Ende Mai 2008 auch für die erste öffentliche Aufführung der rekonstruierten Fassung in Seattle.

## Wirkung
Die Genesis Suite ist ein Pasticcio unterschiedlichster Personalstile – von Partituren im Hollywood-Sound (Shilkret, Castelnuovo-Tedesco) bis zur musikalischen Avantgarde (Schönberg, Strawinsky) und keineswegs ein einheitlich konzipiertes Werk. Entsprechend geteilt war die Reaktion des Publikums.
Schönbergs Prelude galt sogar Shilkret als unverständlich. An seine Frau schrieb er nach der Uraufführung: „… even you with all your experience will think that the cat is just jumping all over the piano …“. Ein anderer wunder Punkt war der „offene Schluss“ von Strawinskys Babel. Von Arnold Schönberg ist der bissige Kommentar überliefert: „it didn’t end, it just stopped.“ Doch dies mag auch ein Reflex auf die Rivalität der Komponisten sein – Shilkret jedenfalls hatte Sorge, sie bei den Proben möglichst nicht aufeinandertreffen zu lassen.
So entschieden sich Shilkret und Janssen, den Beitrag von Schönberg auf der Erstaufnahme als Postlude ans Ende zu setzen. Bei der Neuausgabe 1951 kam er wieder an die erste Stelle, erhielt aber den (nicht von Schönberg stammenden und sachlich völlig unzutreffenden) Untertitel Earth was without form. Dafür wurde nun Tochs The Covenant ans Ende verschoben, um die Suite versöhnlich ausklingen zu lassen. Die Aufnahme der rekonstruierten Fassung von 2004 bringt erstmals die originale Reihenfolge.
Gerade in ihrer Vielfarbigkeit ist die Genesis Suite aber ein einzigartiges Zeitdokument der Emigrantengesellschaft im kalifornischen Exil der 1940er Jahre, das Alexandre Tansman geradezu als „Weimar contemporain“ bezeichnete.